# Tuffi ai campionati mondiali di nuoto 2019 - Grandi altezze femminile
Il concorso dei tuffi grandi altezze femminile dei campionati mondiali di nuoto 2019 si è disputato il 22 e il 23 luglio presso il Chosun University University Football Field di Gwangju.
Alla competizione hanno preso parte 13 atlete provenienti da 11 nazioni.

## Programma
| Data           | Ora (UTC+9) | Turno       |
| -------------- | ----------- | ----------- |
| 22 luglio 2019 | 11:30       | Round 1 e 2 |
| 23 luglio 2019 | 12:00       | Round 3 e 4 |

## Risultati
| Class   | Tuffatrice           | Nazione       | Round 1 | Round 2 | Round 3 | Round 4 | Totale |
| ------- | -------------------- | ------------- | ------- | ------- | ------- | ------- | ------ |
| Oro     | Rhiannan Iffland     | Australia     | 66.30   | 66.65   | 66.30   | 98.80   | 298.05 |
| Argento | Adriana Jiménez      | Messico       | 54.60   | 93.60   | 63.70   | 86.00   | 297.90 |
| Bronzo  | Jessica Macaulay     | Gran Bretagna | 55.90   | 90.00   | 63.70   | 85.80   | 295.40 |
| 4       | Genevieve Bradley    | Stati Uniti   | 62.40   | 81.60   | 62.40   | 74.40   | 280.80 |
| 5       | Antonina Vyshyvanova | Ucraina       | 46.80   | 77.55   | 58.50   | 74.80   | 257.65 |
| 6       | Xantheia Pennisi     | Australia     | 41.60   | 84.00   | 54.60   | 68.40   | 248.60 |
| 7       | María Quintero       | Colombia      | 49.40   | 89.30   | 50.70   | 57.40   | 246.80 |
| 8       | Iris Schmidbauer     | Germania      | 45.50   | 60.80   | 52.00   | 75.25   | 233.55 |
| 9       | Jacqueline Valente   | Brasile       | 53.30   | 60.20   | 42.90   | 67.20   | 223.60 |
| 10      | Ellie Smart          | Stati Uniti   | 58.50   | 28.50   | 54.60   | 68.25   | 209.85 |
| 11      | Aimee Harrison       | Canada        | 53.30   | 55.80   | 44.20   | 52.70   | 206.00 |
| 12      | Celia Fernández      | Spagna        | 41.60   | 49.95   | 54.60   | 54.25   | 200.40 |
| dnf     | Jana Nescjarava      | Bielorussia   | 57.20   | 51.30   | dns     | dns     | dns    |